# Perła (piwo)
Perła – marka piwa produkowanego przez browar w Lublinie należący do firmy Perła – Browary Lubelskie (do września 2008 produkowane było także w browarze w Zwierzyńcu). Dostępne jest w butelkach zwrotnych, a także bezzwrotnych o pojemności 0,5 oraz 0,3 litra, jak również puszkach 0,5 i 0,3 litra.

## Odmiany piwa

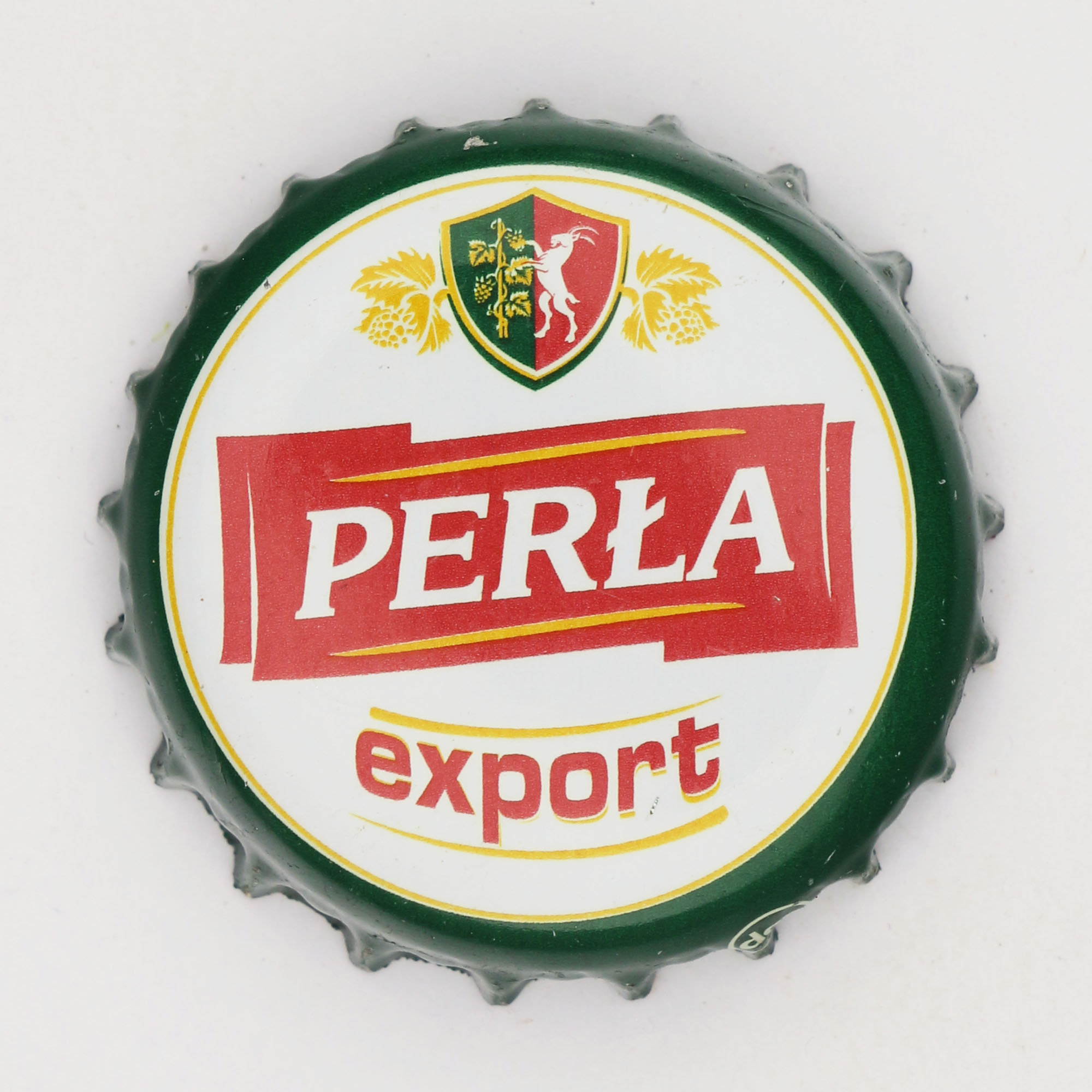
Perła Export

- Perła Chmielowa – zawartość ekstraktu 12,2%, zawartość alkoholu 6%, gatunek: pils, jasne pełne
- Perła Mocna – zawartość ekstraktu 15,1%, zawartość alkoholu 7,1%, gatunek: pils, jasne mocne
- Perła Export – zawartość alkoholu 5,2%, gatunek: pils
- Perła Jasne Rześkie – zawartość alkoholu 3,4%
- Perła Czarna Extra Strong – zawartość ekstraktu 17%, zawartość alkoholu 8%, gatunek: pils, jasne mocne
- Perła Niepasteryzowana – zawartość alkoholu 6%
- Perła Miodowa – zawartość alkoholu 5,4%, jasne pełne miodowe
- Perła Porter Bałtycki – zawartość alkoholu 9,2%
- Perła Summer – zawartość alkoholu 5%, zawartość piwa 80%, pozostałe 20% to sok jabłkowy.
- Browar Parowy Vetter – zawartość alkoholu 5,8%.
- Perła Winter – zawartość alkoholu 5%, zawartość piwa 80%, pozostałe 20% to sok jabłkowy i sok z czarnego bzu.
- Perła Radler – zawartość alkoholu 2,6%, zawartość piwa 45%, pozostałe 55% to lemoniada cytrynowa
- Perła Koźlak – zawartość alkoholu 7%
- Perła Bezalkoholowa - zawartość alkoholu 0,0%[1]
- Perła Biała Pszeniczna – zawartość alkoholu 4,8%

## Nagrody dla Perły Chmielowej
- 1999: II miejsce w konsumenckiej jakości ocenie piwa na Ogólnopolskim Święcie Chmielarzy i Piwowarów - Chmielaki 1999 w Krasnymstawie
- 1999: Złoty medal na XII Festiwalu Piw Polskich w Łodzi organizowanym przez Politechnikę Łódzką
- 2000: III miejsce w Konkursie Jakości Piwa Wilków 2000 w ramach Nadwiślańskich Chmielaków w kategorii piw jasnych 10,1-13%
- 2000: III miejsce w kategorii piwa jasne pełne o zawartości ekstraktu w brzeczce 10,1-13% Blg na VII Jesiennych Spotkaniach Browarników w Szczyrku
- 2000: Wyróżnienie w Konsumenckiej Ocenie Jakości Piwa na Chmielakach 2000 w Krasnymstawie
- 2000: III miejsce w Ogólnopolskim Konkursie Jakości Piwa podczas Międzynarodowych Targów Rolno-Przemysłowych w Poznaniu
- 2001: II miejsce w Krajowej Ocenie Jakości Piwa na Chmielakach w Krasnymstawie
- 2002: III miejsce Konsumenckiej Ocenie Jakości Piwa na Chmielakach w Krasnymstawie
- 2003: III miejsce Konsumenckiej Ocenie Jakości w kategorii piw jasnych na Chmielakach w Krasnymstawie
- 2004: I miejsce Konsumenckiej Ocenie Jakości w kategorii piw jasnych na Chmielakach w Krasnymstawie
- 2005: Medal Europejski dla Perły Chmielowej przyznany przez Urząd Komitetu Integracji Europejskiej i Business Centre Club
- 2006: Nagroda główna w konkursie Wojewódzki lider smaku organizowanego przez Regionalną Izbę Gospodarczą w Lublinie
- 2006: III miejsce Konsumenckiej Ocenie Jakości w kategorii piw jasnych pełnych (ekstrakt 12,1-13%) na Chmielakach 2006 w Krasnymstawie
- 2006: I miejsce w kategorii piw jasnych pełnych (ekstrakt 12,1-12,5%) na Jesiennych Spotkaniach Browarników
- 2007: Laur Konsumenta 2007 w kategorii - produkt regionalny
- 2008: III miejsce Konsumenckiej Ocenie Jakości w kategorii piw jasnych pełnych (ekstrakt 12,1-13%) na Chmielakach 2008 w Krasnymstawie
- 2009: II miejsce Konsumenckiej Ocenie Jakości w kategorii piw jasnych pełnych (ekstrakt 12,1-13%) na Chmielakach 2009 w Krasnymstawie
- 2009: II miejsce w kategorii piwa jasne pełne (ekstrakt 12,1-13%) podczas I Konsumenckiego Konkursu Bractwa Piwnego
- 2010: Grand Prix Chmielaki 2010
- 2010: Brązowy medal w International Beer Challenge w Londynie[2]

## Nagrody dla Perły Mocnej
- 1999: II miejsce w Ogólnopolskim Konkursie Jakości Piwa podczas Międzynarodowych Targów Rolno-Przemysłowych w Poznaniu
- 2000: Brązowy Medal na XIII Festiwalu Piw Polskich w Łodzi organizowanym przez Politechnikę Łódzką
- 2000: II miejsce w Konkursie Jakości Piwa Wilków 2000 w ramach Nadwiślańskich Chmielaków w kategorii piw jasnych od 13,1% ekstraktu
- 2000: Wyróżnienie w kategorii piwa jasne pełne mocne o zawartości ekstraktu w beczce 14,0-16,5% podczas VIII Jesiennego Spotkania Browarników w Szczyrku
- 2000: Wyróżnienie w Ogólnopolskim Konkursie Jakości Piwa Międzynarodowych Targów Rolno-Przemysłowych w Poznaniu]
- 2001: Srebrny Medal na XIV Festiwalu Piw Polskich w Łodzi organizowanym przez Politechnikę Łódzką
- 2001: Złoty medal w kategorii piwa jasne pełne mocne o zawartości ekstraktu w beczce 14,0-16,5% podczas IX Jesiennego Spotkania Browarników w Szczyrku
- 2003: III miejsce Konsumenckiej Ocenie Jakości w kategorii piw ciemnych na Chmielakach w Krasnymstawie
- 2004: I miejsce Konsumenckiej Ocenie Jakości w kategorii piw ciemnych na Chmielakach w Krasnymstawie
- 2005: Złoty medal w kategorii piwa jasne pełne mocne o zawartości ekstraktu w beczce 14,1-15,1% podczas XII Jesiennego Spotkania Browarników
- 2005: I miejsce w Konsumenckiej Ocenie Jakości w kategorii piw jasnych o zawartości ekstraktu w beczce 14,1-15,1% na Chmielakach w Krasnymstawie
- 2005: Tytuł Piwo Roku przyznawany przez Towarzystwo Promocji Kultury Piwa Bractwo Piwne[3]
- 2006: III miejsce w kategorii piwa jasne pełne mocne o zawartości ekstraktu w beczce 14,0-15,1% podczas Jesiennego Spotkania Browarników
- 2006: II miejsce w Konsumenckim Konkursie piw Chmielaki Krasnostawskie 2006 w kategorii piwa jasne pełne mocne o zawartości ekstraktu w beczce 14,1-15,2%
- 2007: Nagroda główna dla marki Perła Mocna w konkursie Wojewódzki Lider Smaku[3]

## Nagrody dla Perły Export
- 2009: Złoty medal w Otwartym Konkursie Piw I Gali Browarników w Łodzi
- 2010: Złota Piwna Pieczęć w kategorii Jasne Leżak Premium w czeskim Taborze

## Historia
Piwo o tej nazwie ma przedwojenne tradycje. W kwietniu 1924 r. w ówczesnej prasie lubelskiej pojawiły się reklamy, że "wychodzi" nowe piwo Perełka.